# Josef Hnízdil
Josef Hnízdil (* 13. července 1952 Turnov) je český malíř a sochař.

## Život
Josef Hnízdil studoval na Střední uměleckoprůmyslové škole šperkařské v Turnově (1966–1970). Své práce poprvé vystavil roku 1971 v rámci Mezinárodní výstavy bižuterie v Jablonci nad Nisou. Jeden rok strávil na Střední průmyslové škole kamenické a sochařské v Hořicích (1970–1971).
Po neúspěšném pokusu o studium na Akademii výtvarných umění v Praze, Hnízdil spolu se svým spolužákem z hořické kamenické školy Janem Tesařem v roce 1974 emigroval do Francie. V Paříži byl přijat ke studiu na École nationale supérieure des beaux-arts do sochařského ateliéru prof. Michela Charpentiera, ale na školu nakonec nenastoupil. Během pobytu v Paříži (1974–1975) kreslil a navštěvoval muzea a díky podpoře tamní české komunity (mj. Pavla Tigrida, manželů Dubinových, Josefa Fišery) zde strávil rok volnosti a svobody. Odtud odešel do New Yorku, kde nalezl větší míru umělecké nezávislosti. V letech 1975–1976 byl členem Art Students League of New York. Pracoval ve slévárenské dílně a zároveň ve své portrétní a figurální malbě usiloval nalézt vlastní cestu prostřednictvím dialogu se starými mistry. Vystavoval v galerii Soho Center for Visual Artists a účastnil se avantgardních výstav v řadě galerií ve čtvrti East Village, kde v osmdesátých letech vzniklo centrum současného umění v New Yorku. Většina děl z tohoto období zůstala v USA.
Krátce po konci komunistického režimu představil své obrazy na dvou výstavách v Praze a roku 1991 se rozhodl natrvalo vrátit do Čech. V letech 1993–1999 byl členem Nového sdružení pražských malířů a 2002–2013 SVU Mánes. Od roku 2013 je členem Volného sdružení M. Žije a pracuje v Černošicích u Prahy.

## Dílo

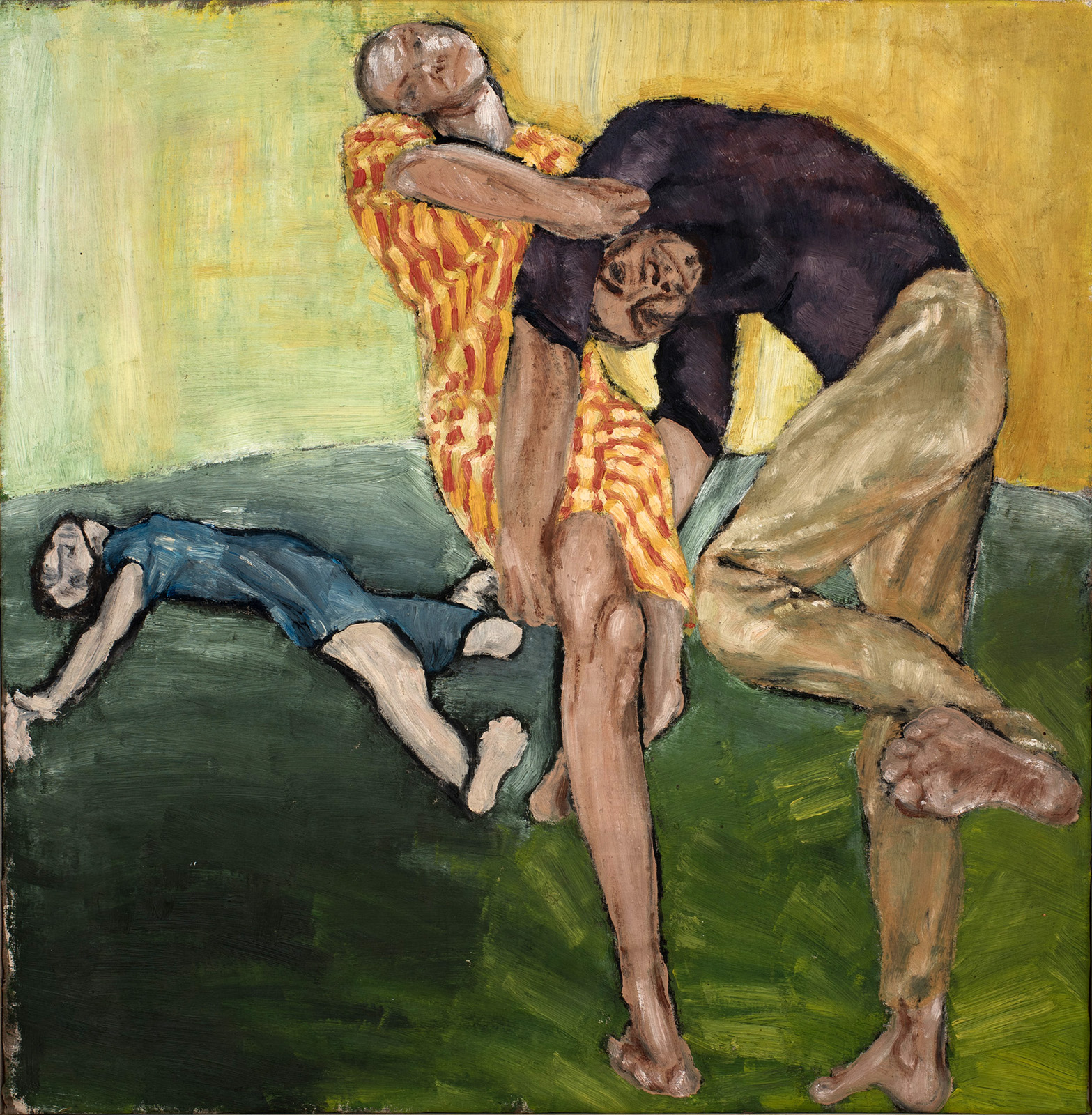
Josef Hnízdil, Tanec l, 1969

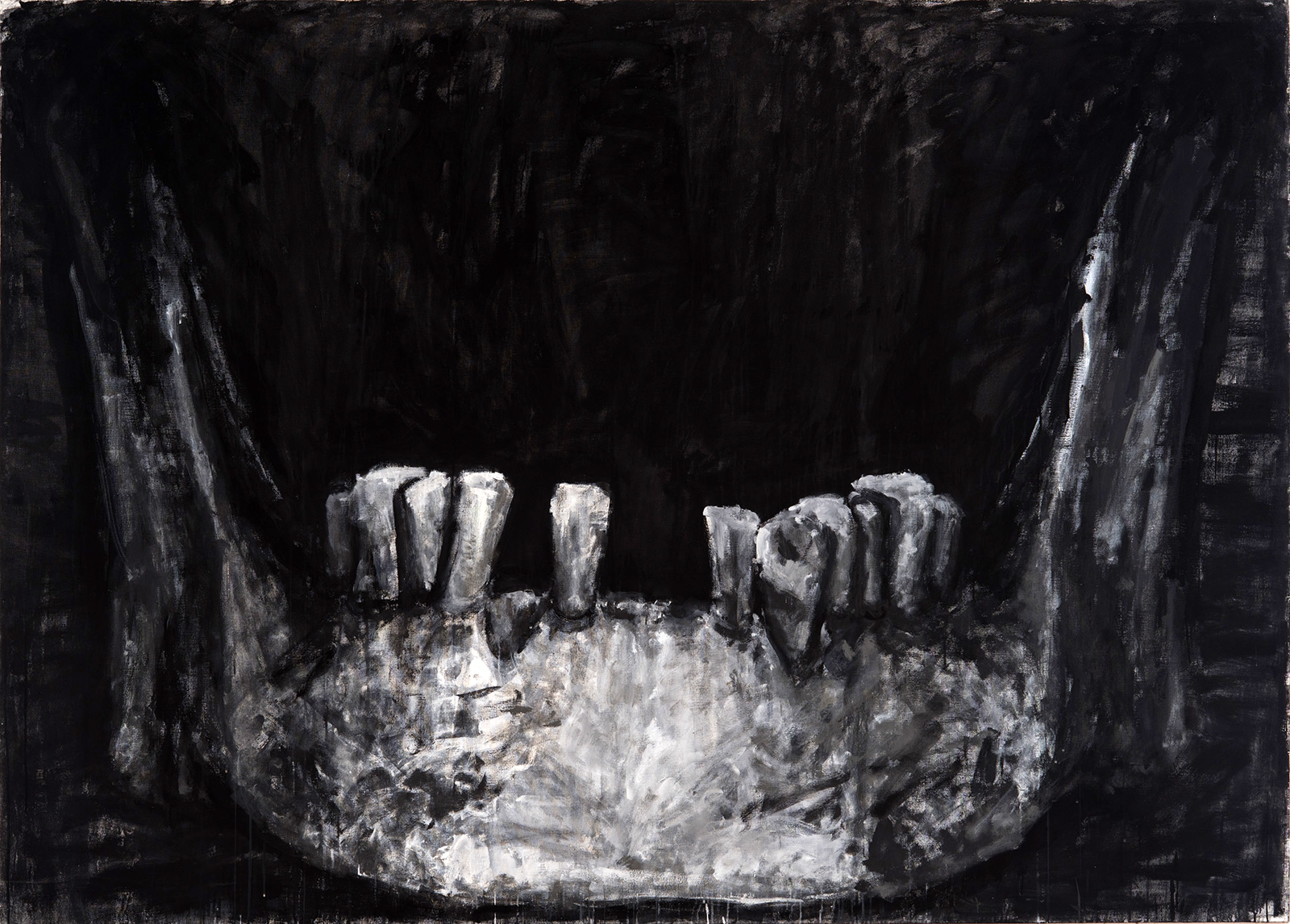
Josef Hnízdil, Velká čelist, 1994

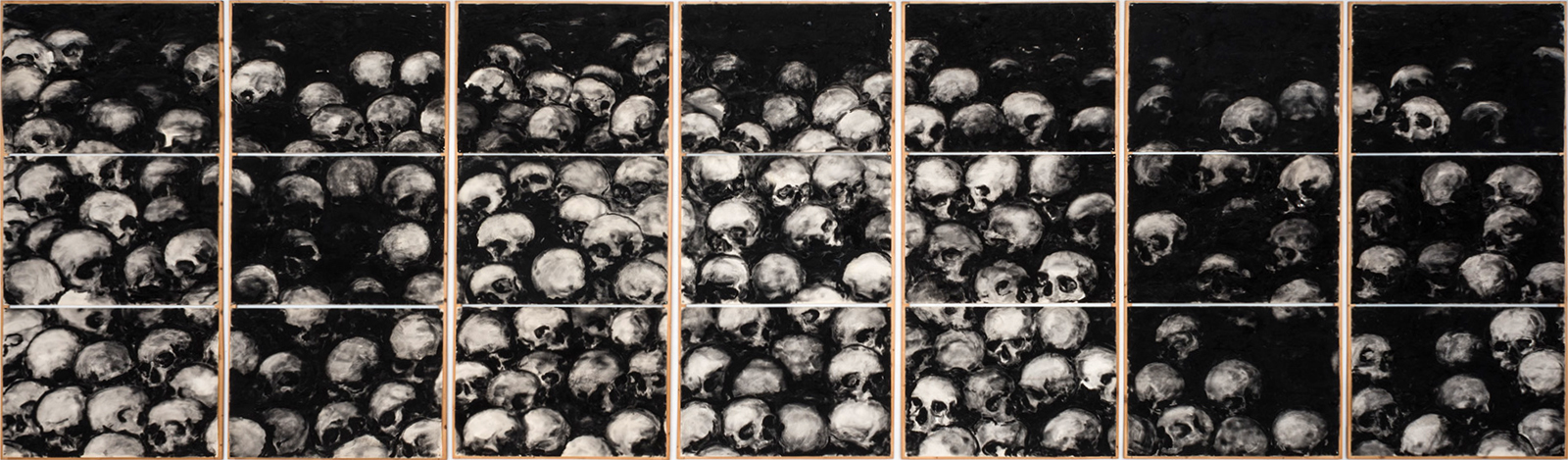
Josef Hnízdil, Hrob v Karmelu, 1994

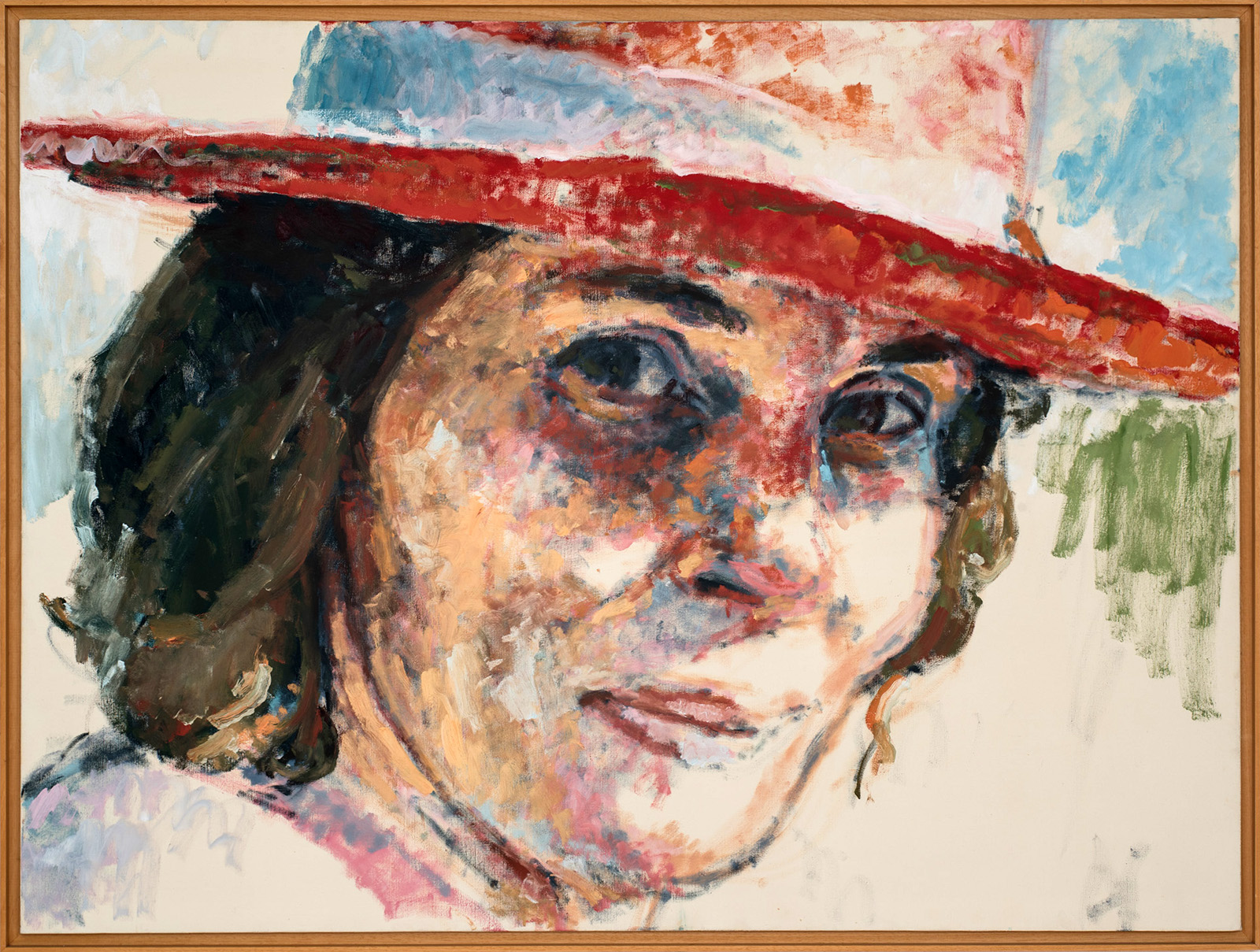
Josef Hnízdil, Červený klobouk, 1998

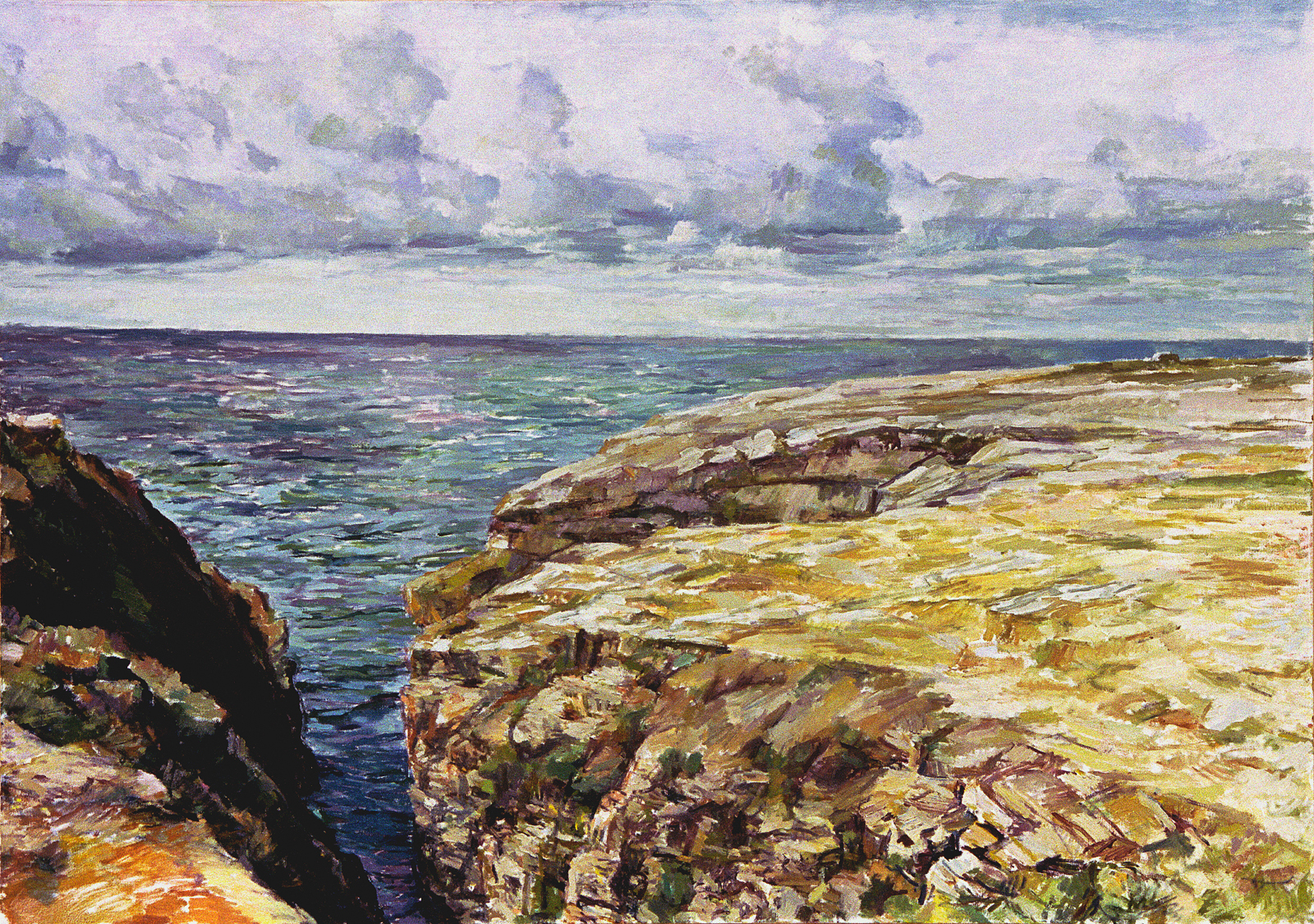
Josef Hnízdil, Ile de Groix, 2002

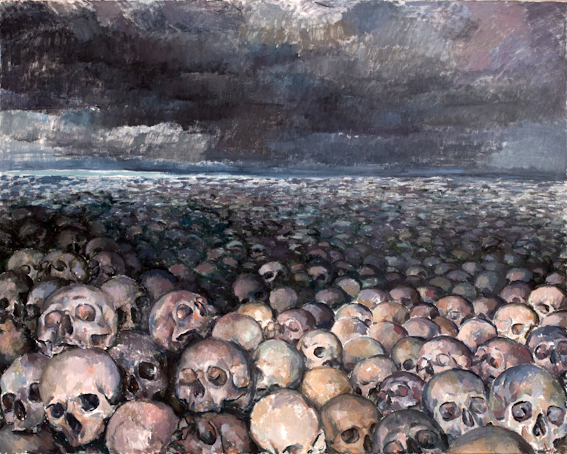
Josef Hnízdil, Rodná hrouda, 2003

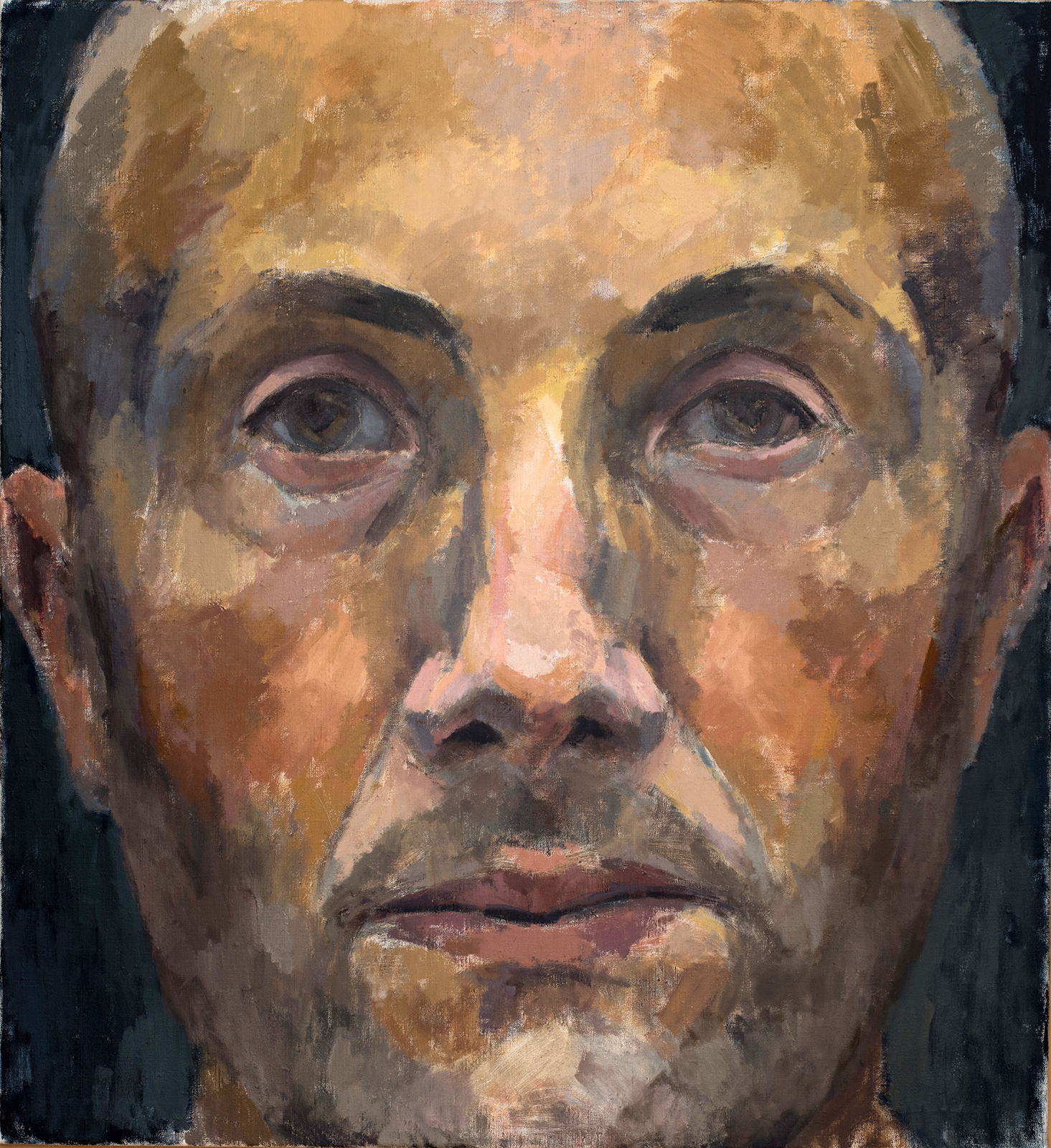
Josef Hnízdil, Autoportrét, 2006

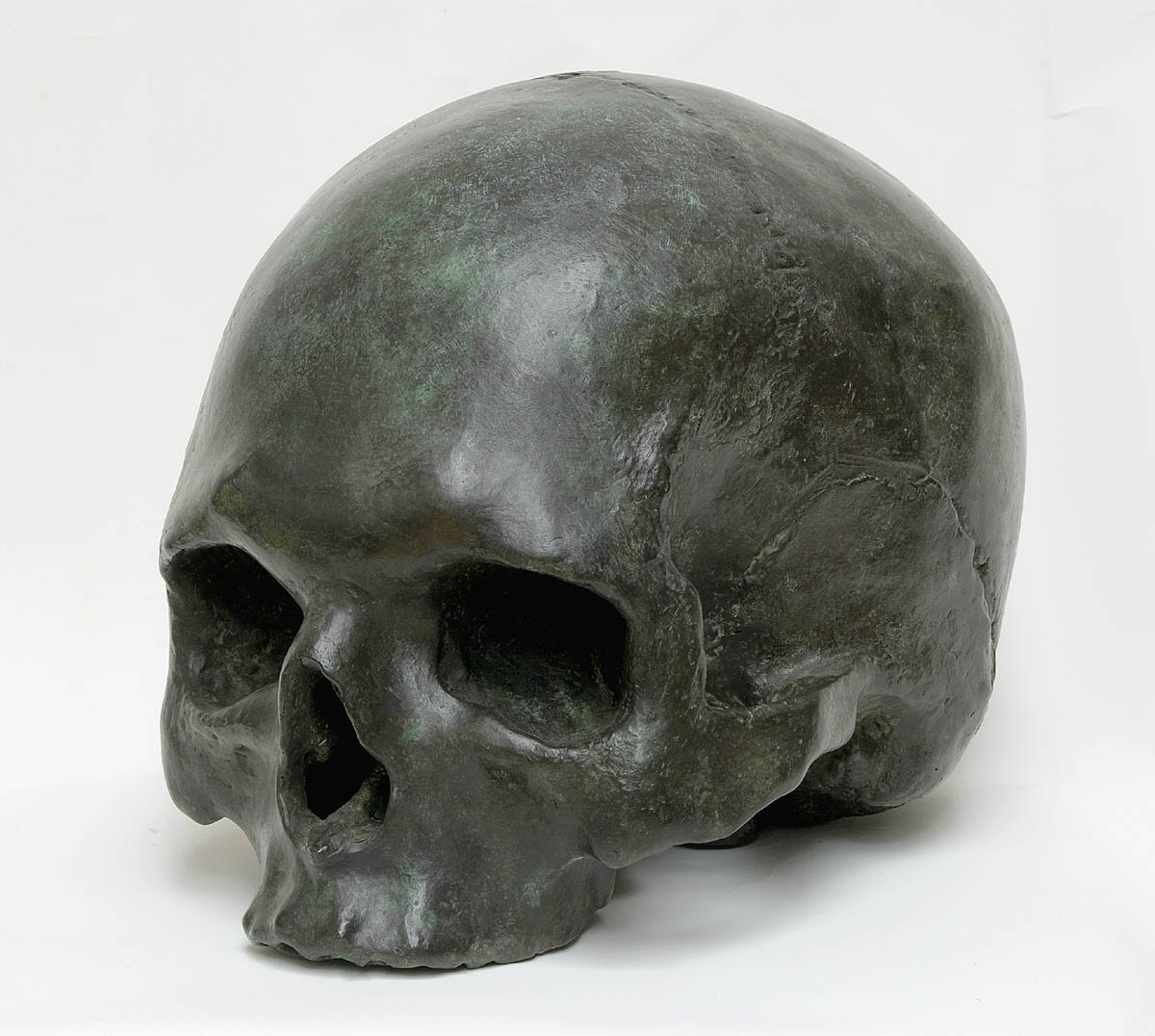
Josef Hnízdil, Calva lll, 2006

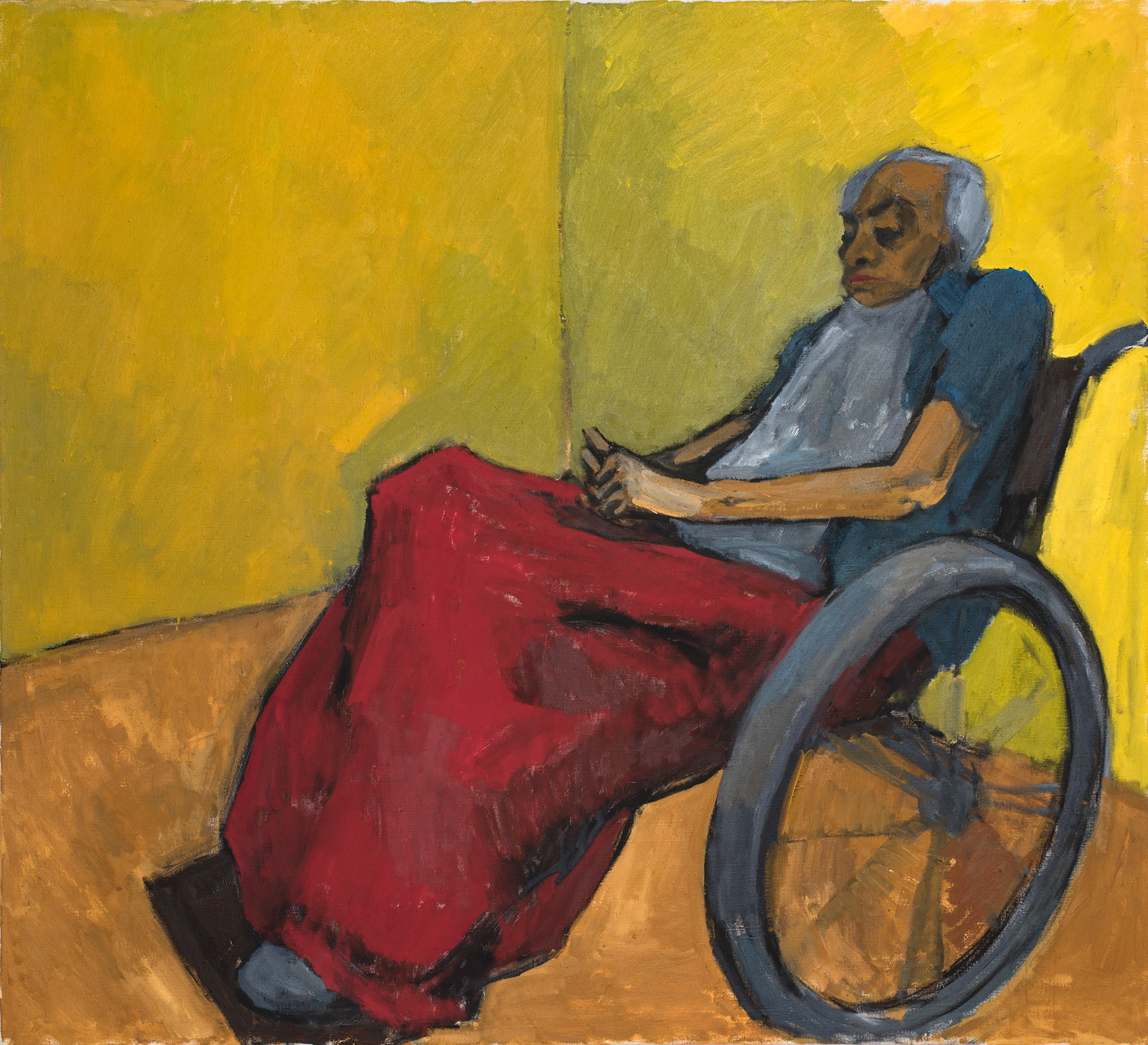
Josef Hnízdil, Lenka ll, 2008

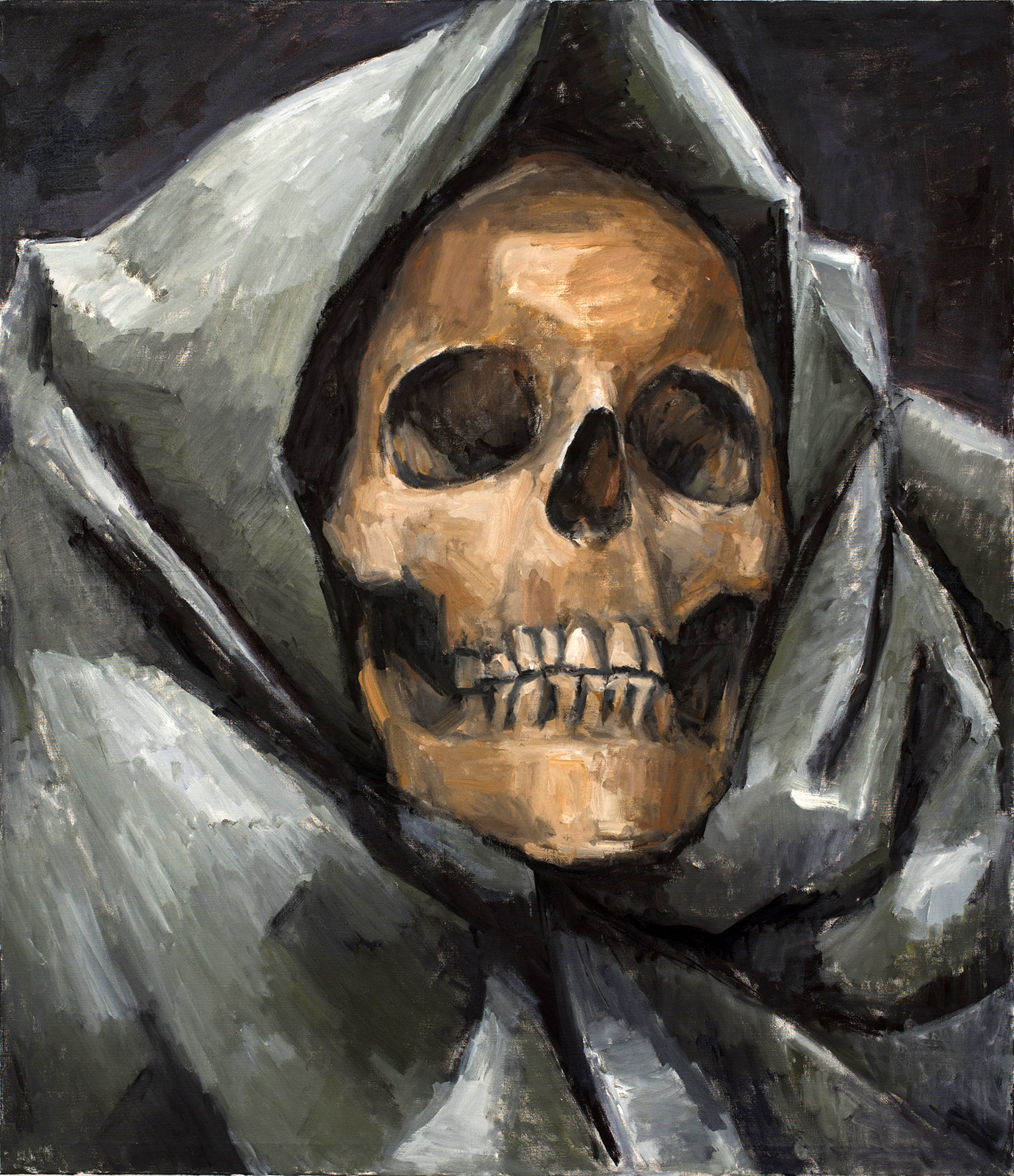
Josef Hnízdil, Zahalená, 2010

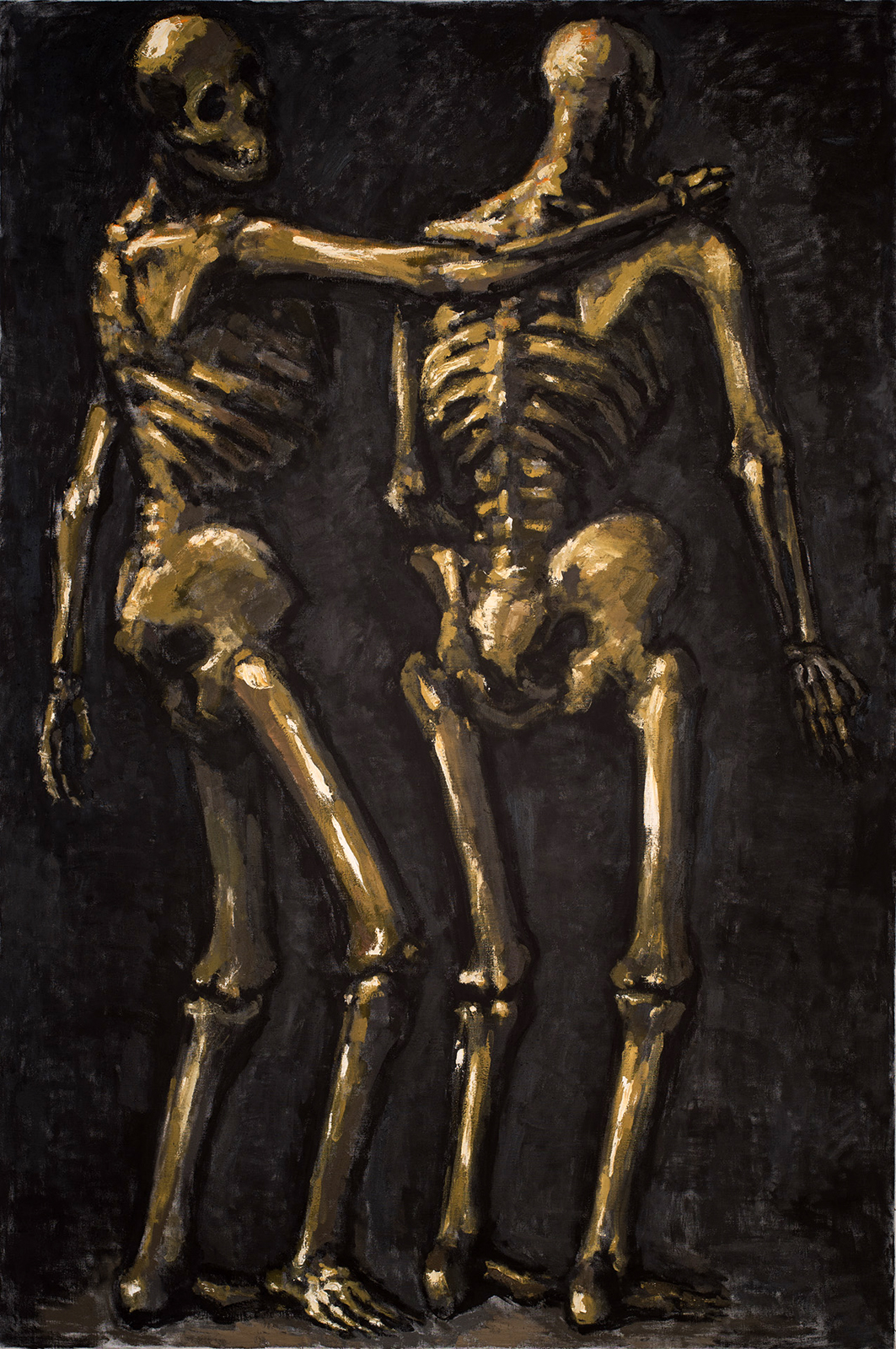
Josef Hnízdil, Odnikud nikam, 2016

Tématem rané tvorby Josefa Hnízdila, ze které se dochovalo jen asi 30 obrazů, byly expresivní figurální kompozice inspirované studentským životem. Vznikaly mimo školní půdu jako záznamy z hospod, večírků či ulice a mají autobiografický charakter. Jeden z jeho prvních obrazů, nabízející paralely s tanci smrti, jako by předjímal celou následující tvorbu. Figura tančícího mladíka, s tváří otočenou k divákovi (Tanec I, 1969), je volným autoportrétem. Jednu dívku vede v divokém tanci, druhá leží v pozadí jako pohozená hadrová panenka. Velkou část obrazů autor zničil před svou emigrací do Paříže.
Ve Francii pracoval většinou technikou pastelu a vytvořil zde řadu autoportrétů. Téměř vše, co vzniklo během pobytu v Paříži, později ztratila jeho matka na letišti. V USA se věnoval převážně figurální a portrétní tvorbě, drobné bronzové plastice a monumentálním sochám – fragmentům obličeje. V roce 1990 vytvořil dva rozměrné portréty (3 m x 1,5 m) Luciana Pavarottiho, z nichž jeden byl v majetku slavného Itala a druhý byl vystaven v galerii Lincoln Center v New Yorku. Tento obraz byl později ukraden a na dvacet let zmizel, aby se nakonec překvapivě objevil v Praze v pozůstalosti po zemřelé.
Po návratu z emigrace se stala hlavním tématem obrazů a soch Josefa Hnízdila lidská lebka. Jako dávný zážitek z dětství v něm přetrvaly vzpomínky na návštěvu kostnice v Sedlci u Kutné Hory. Stejně silně na něj kostnice zapůsobila později, když byl přítomen zádušní mši. V dějinách výtvarného umění byla lidská lebka na obrazech symbolem a připomínkou lidské smrtelnosti (Memento mori) a pomíjivosti lidského pozemského života (Vanitas). Přestože novináři poněkud zjednodušeně charakterizují Hnízdila jako "malíře lebek", je toto v podstatě existenciální téma pro malíře mnohovýznamové, nadčasové a také čistě výtvarné. Hnízdil vnímá lebky jako fascinující objekt, svou stavbou a formou vždy dokonalý a krásný, který pro malíře představuje stejné možnosti výtvarné interpretace jako kterýkoli jiný přírodní tvar. Zprvu je studoval podle modelů, které si zapůjčil ze školy v Turnově a z Hrdličkova muzea. Jeho obrazy a kresby lebek jsou ovlivněny sochařským školením a složitý plastický povrch při monochromní malbě nabízí bohaté možnosti práce se světly a stíny.
Lebky jsou nejen pochmurným tématem připomínajícím neodvratnou smrt, ale představují také pozůstatky lidské existence, které přetrvávají po tisíciletí a symbolizují věčnost. Hnízdil je maluje jako indiviualizované portréty konkrétních osob, které svou vyprázdněnou tváří poskytují pohled dovnitř lidské hlavy a paradoxně o to více působí jako maska skrývající nevyzpytatelnou identitu.
Neodbytný vizuální zážitek z kostnice malíř reflektuje v sérii samostatných obrazů (Triumf smrti, 2012-2015), nebo v kompozici 21 temper na papíře, které společně skládají jakousi nekonečnou krajinu s lebkami (Hrob v Karmelu). Na diváka působí tísnivým dojmem, protože připomínají dav, který ho pozoruje prázdnými důlky očnic. Hnízdil monumentalizuje téma smrti i zvětšenými detaily konkrétní části lebky (Calva, 1998-1999) nebo kostry. Jeho velkoplošné malby lidských skeletů parafrázují motivy Ukřižování (Odložený případ, 2017) nebo Poutníka provázeného smrtí (Odnikud nikam, 2016). Monotematičnost vyhovuje jeho osobní dispozici, preferující soustředěný, hloubavý přístup k problému.
Kolem roku 2010 Hnízdil pracoval na cyklu obrazů s názvem Persona – lebkách oděných v ženských kloboucích a pojednaných jako portrét dámy. To byl krůček k nové sérii obrazů lebek zahalených do šátku, či plachetky, na které navázal cyklus Maškary (2011). Tyto cykly pojaté jako jistá nadsázka, znamenaly posun od tématu triumfu smrti k tématu portrétu zemřelé osoby v poněkud rozverné poloze s možností zakomponování barvy. Malíř tím navazuje na odlehčené rané obrazy ze studentského života.
Hnízdil se od poloviny devadesátých let věnuje i lidskému portrétu, kde modelem je většinou jeho žena (Červený klobouk, 1998) nebo někdo z lidí důvěrně známých (Lenka Reinerová, María Kodama Borges). Expresivně provedené portréty jsou spíše psychologickou studií lidí a malíř v nich prokazuje mimořádný cit pro barvu. Spolu s krajinářskými kompozicemi z pobřeží Bretaně a Normandie, které nabízejí strmé pohledy dolů mezi útesy do mořských vln, v nich Hnízdil představuje svou druhou polohu citlivého koloristy (Ile de Groix, 2002, Étretat, 2003).
Protějškem obrazů jsou Hnízdilovy sochy lebek – pojaté jako monumentální a vnitřně procítěné ztvárnění tématu smrti (Calva, 2006). Josef Hnízdil je solitér, který se ve své tvorbě drží mimo soudobé vlivy výtvarných tendencí, svými výrazovými prostředky se obrací ke starým i moderním mistrům a nadčasovému tématu existence v její konečnosti.

### Ilustrace knih
- M. Kargatsis, L’Uomo Con il Polmone e I Polipetti, Edizioni l’Obliquo 1994 (bibliofilie)
- Arnošt Lustig, Nemilovaná, Nakladatelství Franze Kafky, Praha 2007
- Arnošt Lustig, Modlitba pro Kateřinu Horovitzovou. A Prayer for Katerina Horovitzova, Nakladatelství Franze Kafky, Praha 2008 (reprodukce obrazu na obálce)
- Arnošt Lustig, Neslušné sny. Indecent dreams, Nakladatelství Franze Kafky, Praha 2009
- Arnošt Lustig, Tma nemá stín, Nakladatelství Franze Kafky, Praha 2009
- Arnošt Lustig, Ulice ztracených bratří, Nakladatelství Franze Kafky, Praha 2009
- Arnošt Lustig, Miláček, Nakladatelství Franze Kafky, Praha 2009
- Arnošt Lustig, Démanty noci, Nakladatelství Franze Kafky, Praha 2010
- Arnošt Lustig, Dita Saxová, Nakladatelství Franze Kafky, Praha 2010
- Arnošt Lustig, Propast, Nakladatelství Franze Kafky, Praha 2011

### Zastoupení ve sbírkách
- GASK – Galerie Středočeského kraje, Kutná Hora
- Galerie Klatovy/Klenová
- Galerie Felixe Jeneweina města Kutné Hory
- Soukromé sbírky v České republice, Francii, Finsku, Nizozemsku, Německu, Japonsku, Švýcarsku a USA

### Výstavy

#### Autorské
- 1982 Bashu Gallery, Southampton, New York, USA
- 1984 Soho Center, New York, USA, Art Forum, Studio Kausch, Kassel, Německo, VHS Kunststation, Kleinsassen, Německo
- 1985 13 Hour Gallery, New York, USA
- 1987 Now Gallery, New York, USA
- 1990 Galerie mladých, U Řečických, Praha
- 1992 Galerie R, Praha
- 1993 Club 120, Praha, Černá díra, galerie Litera, Praha
- 1995 Velké téma, galerie Litera, Praha
- 1996 galerie Ve dvoře, Veselí nad Moravou
- 1997 Calva, X Centrum, Plzeň, Calva ´97, galerie U Kamene, Cheb
- 1999 Calva, Galerie Franze Kafky, Praha
- 2000 Galerie Nový Svět, Praha
- 2002 Život a smrt, zámek Litomyšl
- 2005 Quai des Indes 24, Lorient, Francie
- 2007 Salon Zentiva, Praha
- 2008 České centrum Mnichov, Německo, galerie Efram, Mikulov, barokní nika, Městská knihovna, Klatovy
- 2009 Galerie Felixe Jeneweina, Kutná Hora[10]
- 2010 Návrat k malbě, České centrum, Praha
- 2011 Calva, Sýpka Klenová, Galerie Klatovy/Klenová, Galerie Doma, Kyjov
- 2015 In vino vanitas, Viniční altán, Praha
- 2015 Vanitas, Novoměstská radnice, Praha
- 2017 Odložený případ, Galerie středočeského kraje v Kutné hoře

#### Společné (výběr)
- 1993 Komorní plastika, Mánes, Praha
- 1994 Vyšehrad ´94, Vyšehrad, Gorlice, Praha
- 1995 Nové sdružení pražských umělců: Konstanty, Bazilika sv. Vavřince, Praha
- 1997 Co je na míse, Galerie Litera, Praha
- 1999 Hommage a Franz Kafka, Kulturforum im Kulturhaus ´abraxas´, Augsburg, Tančící dům, Praha
- 2000 Dva konce století 1900 2000, Dům U Černé Matky Boží, Praha
- 2002 Mánes ve mlýnici, Löwitův mlýn, Praha
- 2003 Přátelé pro Literu, Pražský dům fotografie, prostory Nadace ABF, Praha
- 2003 Asociace a paralely, Galerie Caesar, Olomouc
- 2003 Krajina domova třetího tisíciletí, Galerie kritiků, Praha
- 2005 Členská výstava Spolku výtvarných umělců Mánes A-J, Galerie Diamant, Praha
- 2005 Pražské ateliéry, Novoměstská radnice, Praha
- 2007 Jubilanti Mánesa 2007, Galerie Diamant, Praha
- 2009 S.V.U. Mánes – OHLÉDNUTÍ, Galerie Slovenské výtvarné únie, Bratislava
- 2010 X. ročník Symposia Jenewein, Kutná Hora
- 2010 Beroun Lughnasadh 2010. Co dělat, aby nám nebe nespadlo na hlavu, Muzeum Českého krasu, Beroun
- 2011 Galerie Litera, rok dvacátý, 1991 – 2011, Galerie Litera, Praha
- 2011 Nablízko a nadostřel, Sýpka Klenová, Klenová
- 2012 Volný směr, S.V.U. Mánes, SGVU Litoměřice
- 2013 Proces na zámku, Volné sdružení M, Zámek Kvasiny
- 2013 Proces v Mánesově, Volné sdružení M, galerie Mánesova 54
- 2014 Tělo - Znak, Volné sdružení M, Rabasova galerie Rakovník
- 2015 Volné sdružení M v Synagoze, Synagoga Palmovka, Praha

### Katalogy
- Bratři Josef a Aleš Hnízdilovi: konfrontace New York-Praha, kat. 8 s., Unie výtvarných umělců, Praha 1990
- Josef Hnízdil, 1998, Neumannová Švaňková Eva, kat. 24 s., Studio 3P, Praha
- Josef Ryzec, Vyšehrad - Lughnasadh '98, výstava výtvarných děl, kat. kolektivní, Galerie Vyšehrad, Divadelní agentura Echo., Národní kulturní památka Vyšehrad
- Josef Hnízdil: Calva, 1999, Janištinová Anna, Galerie Franze Kafky, Praha 1999
- Krajina domova třetího tisíciletí, listy S.V.U. Mánes, 12/2003
- Caesar č. 135, Asociace a paralely, text Jiří Hůla, 2003
- Jubilanti Mánesa, listy S.V.U. Mánes 2007
- Nablízko a nadostřel, Calva Josef Hnízdil, Galerie Klatovy / Klenová 15.5. – 26.6.2011
- Volný směr / Free Current: Setkání členů S.V.U. Mánes k 125. výročí založení spolku / A Meeting for Members of the Mánes Association of Fine Artists to Mark the 125th Anniversary of its Founding, Kotalík Jiří Tomáš, Špale Václav, Štíbr Jan, kat. 76 s., Severočeská galerie výtvarného umění v Litoměřicích 2012
- Proces v Mánesově, v edici Katalogy – Galerie Mánesova 54, Volné sdružení M, Praha 2013
- Tělo - znak: volné sdružení M, kat. 88 s., Rabasova galerie, Rakovník 2014. ISBN 978-80-87406-37-3
- Volné sdružení M v Synagoze, Synagoga na Palmovce, Praha 2015
- Josef Hnízdil: Odložený případ, Primusová Adriana, Galerie středočeského kraje v Kutné hoře 2017

### Články
- Petr Volf, Mistr lebek, Reflex, č. 31, 1995
- Renata Fryšarová, Josef Hnízdil: Umělec musí být silnější než téma, Týdeník rozhlas 9, 1996
- Anna Janištinová, Josef Hnízdil – Calva, Ateliér č. 21, 1999
- Jana Komárková, Nad lebkou se na smrt myslet nemusí, Týdeník rozhlas, 4.– 10. 10. 1999
- Jiří T. Kotalík, Mánes ve mlýnici, listy S.V.U. Mánes, č. 1-2, 2002
- Jan Kříž, Josef Hnízdil – Život a smrt, Ateliér č. 24, 2002
- Un peintrte tcheque au quai des Indes, Quest-France, 6.10.2005
- Aleš Rezler, Josef Hnízdil – obrazy,plastiky, Ateliér č. 25-26, 2009
- Anna Janištinová, Obrazy Josefa Hnízdila, Člověk jako velké téma, Prestige 2015, s. 52-54